# 서울송파소방서
서울송파소방서(서울松坡消防署, Seoul Songpa Fire Station)는 서울특별시 송파구를 관할하는 서울특별시 소방재난본부 산하의 소방서이다.
소방서장은 소방정으로 보한다.

## 조직
| - 소방행정과 - 소방행정팀 - 장비회계팀 - 홍보교육팀 | - 재난관리과 - 대응총괄팀 - 구조팀 - 구급팀 | - 예방과 - 예방팀 - 검사지도팀 - 위험물안전팀 | - 현장대응단 - 지휘팀 - 진압대 - 구조대 |

## 관할센터 및 관할구역
서울송파소방서는 5개의 119안전센터와 1개의 현장대응단을 산하에 두고 있다.
| 명칭                      | 사진 | 주소           | 관할구역                                                                            | 지역대 |
| ------------------------- | ---- | -------------- | ----------------------------------------------------------------------------------- | ------ |
| 서울송파소방서 현장대응단 |      | 오금로51길 56  | 오금동, 가락 2동, 문정 1동, 장지동, 마천 2동 일부 단, 구조는 서울특별시 송파구 일원 |        |
| 거여119안전센터           |      | 마천로 329     | 거여동, 마천동                                                                      |        |
| 방이119안전센터           |      | 강동대로 286   | 방이동, 풍납동, 오륜동                                                              |        |
| 잠실119안전센터           |      | 석촌호수로 151 | 잠실 3·4·6동, 삼전동, 석촌동, 송파 1동                                              |        |
| 종합운동장119안전센터     |      | 올림픽로 25    | 잠실 본·1·2·5·7동                                                                   |        |
| 가락119안전센터           |      | 양재대로 932   | 가락본동, 가락 1동, 문정 2동, 송파 2동                                              |        |

## 같이 보기
- 대한민국 소방청
- 대한민국의 소방
- 대한민국 소방공무원